# محافظة المحويت

تعديل مصدري - تعديل

محافظة المحويت تقع شمال غرب العاصمة صنعاء على بعد (111 كم)، وترتفع عــن مستوى سطح البحر بـ (2100 متر) وعلى خط طول (43ْ-44ْ) شرقاً وعلى خط عرض (15ْ-16ْ) شمالاً، يحدها من الشمال محافظة حجة وجزء من محافظة عمران، ومن الشرق محافظة صنعاء، ومن الجنوب محافظتي صنعاء والحديدة، ومن الغرب محافظة الحديدة.

## السكان
يبلغ عدد سكان محافظة المحويت حسب التعداد السكاني لعام 1994م حوالي (402.992) نسمة.

## المناخ
يجمع المحويت بين عوامل مناخ الجبل والسهل، ففي المناطق الجبلية يسود المناخ المعتدل صيفاً والبارد شتاءً، بينما يسود المناطق السهلية المجاورة لمنطقة تهامة مناخ حار صيفاً ومعتدل شتاءً.

## التضاريس

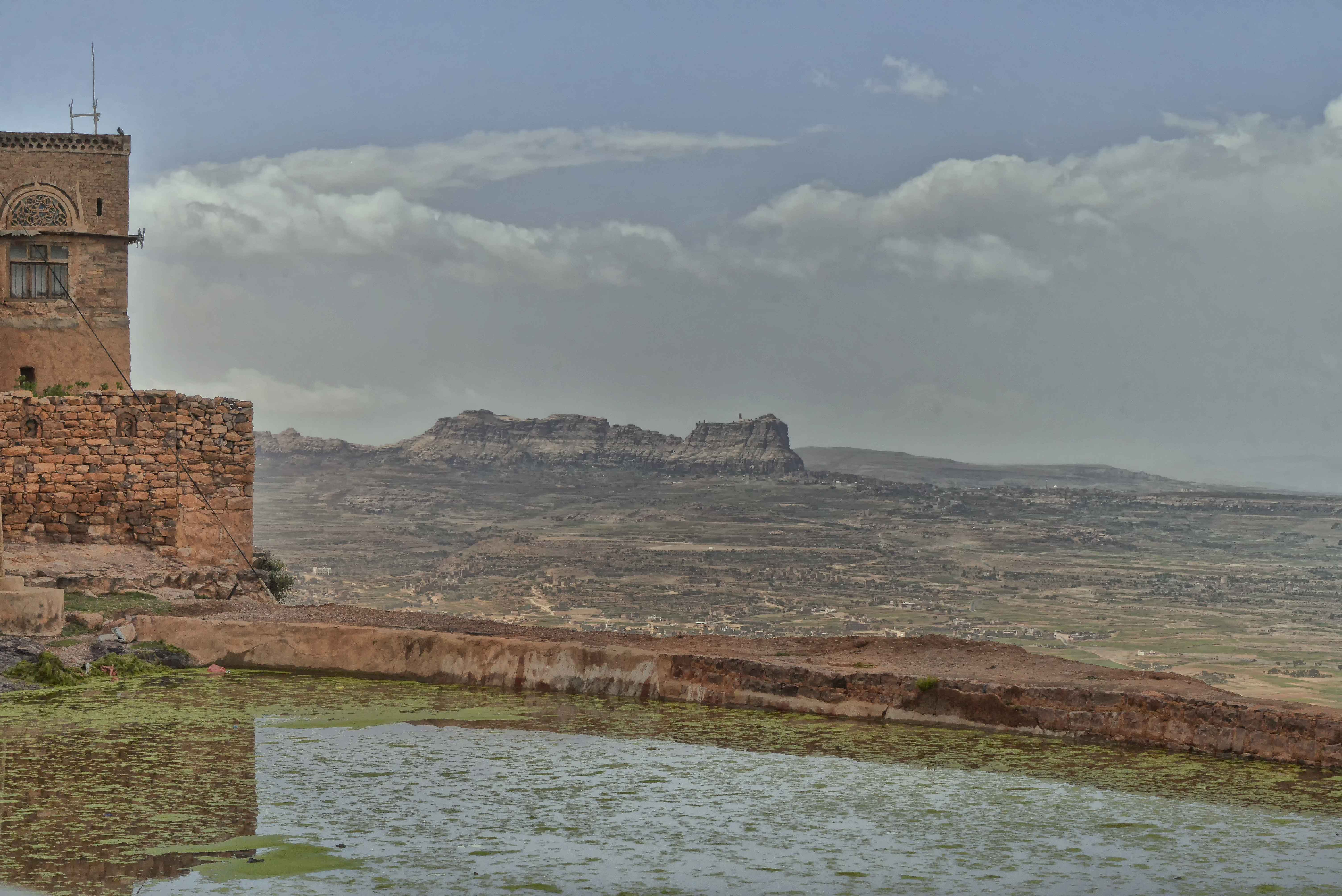
كوكبان

مرت تضاريسها بتطورات جيولوجية كانت لها أثر في تكويناتها الطبيعية، وقد دلت الدراسات الجيولوجية بأنها منطقة صخرية مرتفعة وواسعة لها مظهر يتشكل من سلاسل جبلية وهضاب صخرية لعدد من الجبال المرتفعة، وكان هذا المظهر الطبوغرافي قد تشكل من صخور كلسية وبازلتية وجوارسية وقاعدية تعود للزمن الجيولوجي الوسيط وأزمنة جيولوجية أخرى أقدم زمناً، تشكلت بين تلك الجبال والهضاب والوديان أحواض تصريفية صغيرة وممرات مائية عميقة واسعة الانحدار كونتها مياه السيول المتدفقة من تلك الجبال المرتفعة التي تكونت جراء انفصال الجزيرة العربية عن قارة أفريقيا خلال الفترة ما بين (15 - 45 مليون سنة) تقريباً، ومنذ الزمن الجيولوجي الرباعي تشكلت رسوبيات طمي ملائمة لإقامة الحقول الزراعية المدرجة التي استغلت لزراعة بعض محاصيل الحبوب التي تعتمد على الأمطار الموسمية والغيول، وتتوزع تضاريس محافظة المحويت بين جبال عالية تكسوها المدرجات الزراعية ووديان عميقة وواسعة علي ضفافها المناظر الطبيعية الخلابة.

## أشهر جبالها
اكبر وادي في المحويت ھو وادي تباب الشعافل السفلى يسيل من جبل ملحان ويروح وادي دباب ويروح وادي تباب الى مناطق تهامه 
سلسلة جبال بلاد غيل وسلسلة جبال حفاش وملحان وجبال ذخار ثم جبال القرانع، أما وديانها فأشهرها وادي لاعة، ووادي الاهجر؛ وادي نعوان، وادي سمع، ثم وادي عيان ويعرف «بالحامضة».

## الصناعات الحرفية
تنتشر في محافظة المحويت صناعة الحلي الفضية، صناعة العسوب والجنابي إضافة إلى صناعة المعدات الزراعية.

## الأسواق الشعبية
تقام في محافظة المحويت العديد من الأسواق الشعبية الأسبوعية أهمها: سوق مديرية الرجم يقام بجانب خط الطريق الإسفلتي كل يوم إثنين من كل أسبوع، ويعد من الأسواق الأسبوعية الهامة والجميلة علي مستوى محافظات الجمهورية.

## التقسيم الإداري
تتكون محافظة المحويت من تسع مديريات منها المحويت المركز الإداري للمحافظة وتتبعها المديريات التالية:
1. مديرية الطويلة
2. مديرية شبام كوكبان
3. مديرية الخبت
4. مديرية الرجم
5. مديرية حفاش
6. مديرية ملحان
7. مديرية بني سعد
8. مديرية المحويت
9. مديرية مدينة المحويت

## تاريخ
يورد «الهمداني» في كتابه الموسوعي «الإكليل ج2» وكتابه «صفة جزيرة العرب» إشارات إلى كثير من أسماء المواضع والأماكن ذات المعالم الأثرية والتاريخية والطبيعية في المحـويت منها جبل تبس ـ المصنعة ـ وجبل بني حبش وتَبْس بفتح التاء المثناة الفوقية وسكون الباء الموحدة آخره سين مهملة، وفيه قرية المحويت ـ المركز الإداري للمحافظة ـ، وجُرابي بضم الجيم، وهو جبل فيه حروث وقرى من ناحية (قيمة)، وفيه قتل «إبراهيم بن طريف الكباري» أحد الزعماء البارزين في الدولة الحوالية سنة (292 هـ)، و«سارع» منطقة ووادٍ ـ يسمى سارع بني سعد ـ يتفرع منه وادي «بكيل بني لاعة» وادي «سرُدُد»، وفي بكيل هذا معادن كثيرة متعددة، أما وادي عيان إلى جانب الظاهر المعروف بجبل المضرب من مِلْحان، ويذكر أن عياناً كانت سوقاً قديمة، كما ذكر الهمداني سردداً وحفاشاً وملحاناً، وينسب جبل ملحان إلى رجل من حمير، والباقر يسمى اليوم ـ برش ـ وهو جبل في أصل ملحان، والمضرب وصحار من بلد حمير ثم من المحويت، وتبس ونضار والماعز وشاحذ والباقر هي قبائل يحاذيها حمير وهمدان في النسب، وسادة الجبل البحريون من ولد ذي خليل من حمير، ووادي «سُمع» إلى الشمال والغرب يتفرع مـن وادي عيان، ومن الأودية الرئيسية التي تتصل بمديرية المحويت من الناحية الشمالية الغربية وادي لاعة، واسم هذا الوادي هو جبل ومدينة، ويلتقي مع وادي مور في منطقة القلعوس قرب جبل الحدبة، وتعد لاعة من غرر المناطق المشهورة بالخصوبة وغزارة المياه وكثرة أشجار البن، ومن لاعة انتشرت الدعوة القرمطية على يد «حسن بن حوشب القرمطي» سنة (268هـ)، وكان هناك سوق مشهور، وهو اليوم خراب، ومن فرق البحث الأثري الأجنبية التي زارت المحافظة البعثة الأثرية الفرنسية خلال الأعوام (94، 96 م) لمسح وتسجيل ودراسة المقابر الصخرية في منطقة «صيح» و«بيت منعين» و«بيت النصيري»، كما تمت عمليات مسح أثريـة مـن قـبـل الهيئـة العامـة للآثـار خلال الأعوام (94، 95، 96، 98، 99 م).

## السياحة
توجد العديد من المواقع الأثرية والتاريخية المنتشرة في معظم مديريات المحافظة وتعتبر المحويت من أجمل المحافظات اليمنية بطبعتها الخلابة

حصن السلف 
تاريخي

| البيان                     | التصنيف      |
| -------------------------- | ------------ |
| مديرية المحويت - المركز    | ــــ         |
| مدينة المحويت              | تاريخية      |
| السمسرة                    | تاريخية      |
| حصن ردمان                  | تاريخية      |
| جبل التبس                  | تاريخي       |
| الريادي                    | تاريخي       |
| مديرية شبام كوكبان         | ـــــــــــ  |
| مدينة شبام كوكبان          | منتزة        |
| المجمع التعبدي في جبل اللو | أثرية        |
| مقابر شبام كوكبان          | أثرية        |
| الشواهد التاريخية          | أثرية        |
| الجامع الكبير              | أثري         |
| حصن كوكبان                 | تاريخية      |
| ضريح الأمير شمس الدين      | تاريخي       |
| السوق المركزي القديم       | تاريخي       |
| دار الجمرك (السمسرة)       | تاريخي       |
| دار الحكومة (الموظفين)     | تاريخي       |
| الحمام القديم              | تاريخي       |
| أسوار المدينة وأبوابها     | تاريخي       |
| باب المدينة الرئيسي        | تاريخي       |
| مدينة الأهجر               | تاريخي       |
| الجامع الكبير              | تاريخي       |
| المقابر الصخرية            | تاريخي       |
| مديرية الطويلة             | ــــــــ     |
| الجامع الكبير              | تارخي        |
| السوق المركزي القديم       | أثرية        |
| مسجد الأمام                | تارخي        |
| الحصون التاريخية           | تارخي        |
| حصن القرانع                | تارخي        |
| الحصن الشامخ حصن شمسان     | تاريخي       |
| حصن حجر السيد              | تارخي        |
| حصن براش                   | تارخي        |
| حصن الجاهلي                | تارخي        |
| مديرية الرجم               | ــــــــــــ |
| حصن الرجم                  | تاريخي       |
| جامع هجرة السنفة           | تاريخي       |
| مشهد السنفة                | تاريخي       |
| جامع قيدان                 | تاريخي       |
| جامع القلعة                | تاريخي       |
| جامع هجرة الشاحذية         | تاريخي       |
| قبة الشاحذية               | تاريخي       |
| قرية وحصن منحبة            | تاريخي       |
| الطرائف (ضريح الولي)       | تاريخي       |
| المعاينة                   | تاريخي       |
| مديرية حفاش                | ــــــــــــ |
| مسجد وحصن وضافة            | تاريخي       |
| قلعة الصفقين               | تاريخية      |
| قلعة راود                  | تاريخية      |
| حصن القفل                  | تاريخي       |
| حصن منابر                  | تاريخي       |
| حصن الشايم                 | تاريخي       |
| حصن بيت الزحيف             | تاريخي       |
| حصن الصمصام                | تاريخي       |
| مديرية ملحان               | ـــــــــــ  |
| حصن عكابر                  | تاريخي       |
| حصن شاهر                   | تاريخي       |
| حصن الخفيع                 | تاريخي       |
| حصن رهقة                   | تاريخي       |
| حصن قرن حميد               | تاريخي       |